# UFC 160
UFC 160: Velasquez vs. Bigfoot 2（ユーエフシー・ワンシックスティー：ヴェラスケス・バーサス・ビッグフット・ツー）は、アメリカ合衆国の総合格闘技団体「UFC」の大会の一つ。2013年5月25日、ネバダ州ラスベガスのMGMグランド・ガーデン・アリーナで開催された。

## 大会概要
本大会ではケイン・ヴェラスケスとアントニオ・シウバによるUFC世界ヘビー級タイトルマッチが組まれた。
元EliteXC世界ライト級王者KJ・ヌーンズがUFCデビュー。

### カード変更
負傷などによるカードの変更は以下の通り。
- アミール・サダロー → ナフション・バレル（第3試合）

- グンナー・ネルソン → リック・ストーリー（第7試合）

- ライアン・ベイダー → ジェームス・テフナ（第10試合）

- アリスター・オーフレイム → マーク・ハント（第11試合）

## 試合結果

### アーリープレリム
第1試合 フェザー級ワンマッチ 5分3R
○  ジェレミー・スティーブンス vs.  エステヴァン・ペイヤン ×
3R終了 判定3-0（30-26、30-26、30-27）
第2試合 バンタム級ワンマッチ 5分3R
○  ジョージ・ループ vs.  ブライアン・ボウルズ ×
2R 1:43 TKO（パウンド）
第3試合 ウェルター級ワンマッチ 5分3R
○  スティーブン・トンプソン vs.  ナフション・バレル ×
3R終了 判定3-0（30-27、29-28、29-28）

### プレリミナリーカード
第4試合 71.9kg契約ワンマッチ 5分3R
○  カビブ・ヌルマゴメドフ vs.  アベル・トゥルジーロ ×
3R終了 判定3-0（30-27、30-27、30-27）
※ヌルマゴメドフの体重超過によりライト級から変更。
第5試合 ウェルター級ワンマッチ 5分3R
○  ロバート・ウィテカー vs.  コルトン・スミス ×
3R 0:41 TKO（左フック→パウンド）
第6試合 フェザー級ワンマッチ 5分3R
○  デニス・バミューデス vs.  マックス・ホロウェイ ×
3R終了 判定2-1（29-28、28-29、29-28）
第7試合 ウェルター級ワンマッチ 5分3R
○  マイク・パイル vs.  リック・ストーリー ×
3R終了 判定2-1（29-28、28-29、29-28）

### メインカード
第8試合 ライト級ワンマッチ 5分3R
○  ドナルド・セラーニ vs.  KJ・ヌーンズ ×
3R終了 判定3-0（30-27、30-27、30-26）
第9試合 ライト級王座挑戦者決定戦 5分3R
○  TJ・グラント vs.  グレイ・メイナード ×
1R 2:07 TKO（スタンドパンチ連打）
※グラントが挑戦権獲得に成功。
第10試合 ライトヘビー級ワンマッチ 5分3R
○  グローバー・テイシェイラ vs.  ジェームス・テフナ ×
1R 2:38 ギロチンチョーク
第11試合 ヘビー級ワンマッチ 5分3R
○  ジュニオール・ドス・サントス vs.  マーク・ハント ×
3R 4:18 KO（左バックスピンキック）
第12試合 UFC世界ヘビー級タイトルマッチ 5分5R
○  ケイン・ヴェラスケス vs.  アントニオ・シウバ ×
1R 1:21 TKO（右ストレート→パウンド）
※ヴェラスケスが初防衛に成功。

### 各賞
ファイト・オブ・ザ・ナイト： ジュニオール・ドス・サントス vs. マーク・ハント
ノックアウト・オブ・ザ・ナイト： TJ・グラント
サブミッション・オブ・ザ・ナイト： グローバー・テイシェイラ
各選手にはボーナスとして5万ドルが支給された。